# Bordovice

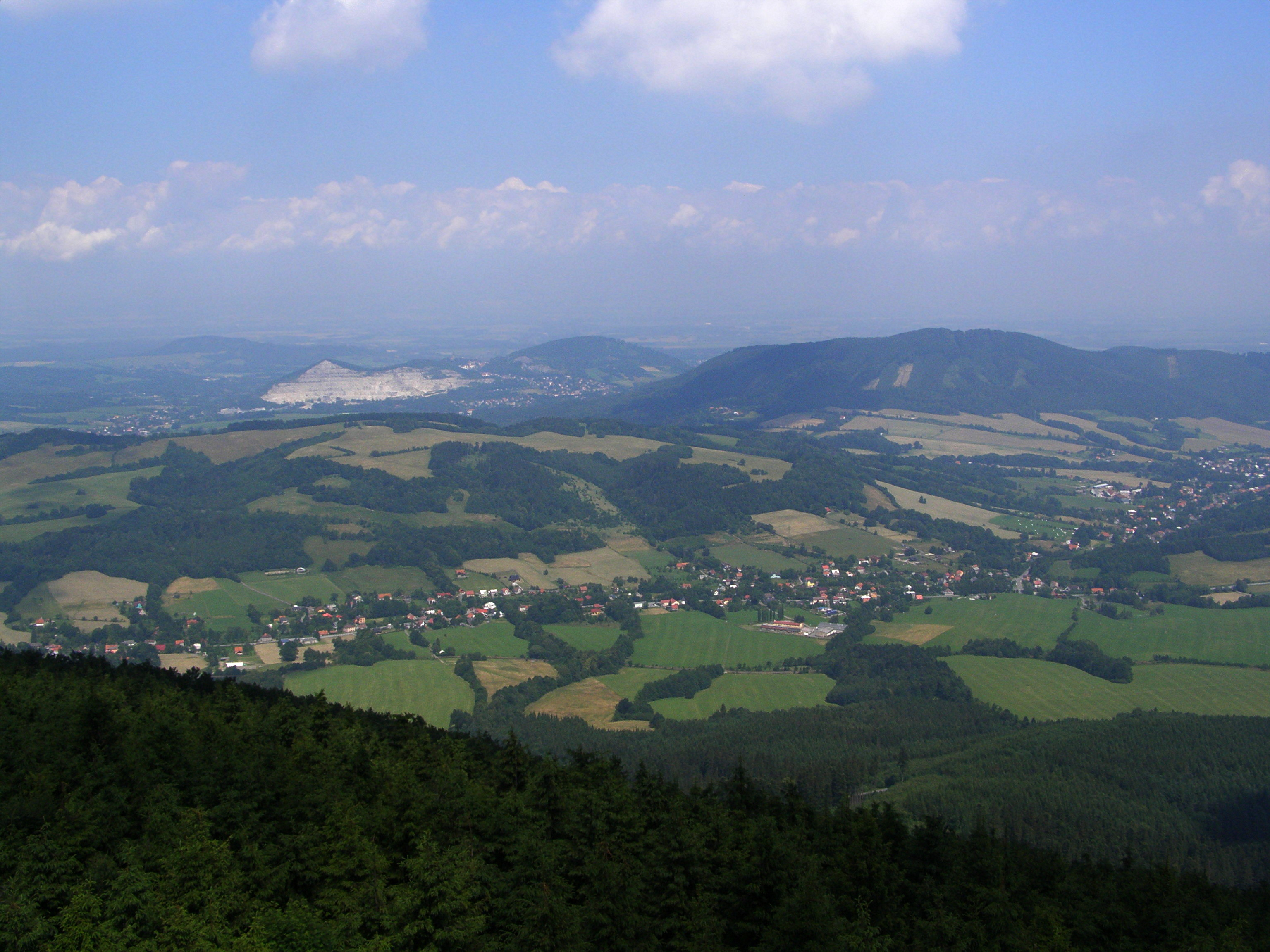
Blick vom Velký Javorník auf Bordovice (Mitte) und Lichnov (rechts), im Hintergrund der Kotouč

Bordovice (deutsch Bordowitz) ist eine Gemeinde in Tschechien. Sie liegt viereinhalb Kilometer westlich von Frenštát pod Radhoštěm in der Lachei und gehört zum Okres Nový Jičín.

## Geographie
Bordovice befindet sich – umgeben von den Bergen der Radhošťská hornatina (Radhoscht-Bergland) und der Štramberská vrchovina (Stramberger Bergland) – in der Veřovická brázda (Wernsdorfer Furche). Das Dorf erstreckt sich entlang des Baches Lichnovský potok. Im Norden erhebt sich der Červený kámen (690 m n.m.), nordöstlich der Na Vrchu (456 m n.m.), im Osten die Pavlova horečka (443 m n.m.) und der Horečky (565 m n.m.), südöstlich der Na Stašku (610 m n.m.), im Süden der Velký Javorník (917 m n.m.) und die Kamenářka (862 m n.m.), südwestlich die Dlouhá (859 m n.m.) und die Krátká (767 m n.m.), im Westen der Kociánův kopec (478 m n.m.) und der Štramberčík (498 m n.m.) sowie nordwestlich der Na Peklech (602 m n.m.). Durch den Ort führt die Staatsstraße II/483 zwischen Hodslavice und Frenštát pod Radhoštěm. Am südlichen Ortsrand verläuft die Bahnstrecke Kojetín–Český Těšín. Bordovice liegt am Rande des Naturparks Podbeskydí, gegen Süden erstreckt sich der Landschaftsschutzpark Beskydy. 
Nachbarorte sind U Háje und Kouty im Norden, Lichnov im Nordosten, Daremní und Horečky im Osten, Paseky, Papratná und Pod Jarvorníkem im Südosten, Horní Paseky, Dolní Paseky und Rožnov pod Radhoštěm im Süden, Zubří und Veřovice im Südwesten, Životice u Nového Jičína im Westen sowie Ženklava und Bařiny im Nordwesten.

## Geschichte
Das Waldhufendorf wurde wahrscheinlich zum Ende des 13. Jahrhunderts während des Landesausbaus durch die mit dem Gebiet seit der Mitte des 13. Jahrhunderts vom Olmützer Bischof Bruno von Schauenburg erblich belehnten Grafen von Hückeswagen gegründet und nach seinem Lokator Burda benannt. Die erste urkundliche Erwähnung des Dorfes erfolgte 1396 unter den Gütern der Burg Hukenwald. Im Jahre 1400 verpfändete Bischof Johannes Frost die Herrschaft an den ungarischen König Sigismund, der sie 1438 an Johann Czazek von Saan überschrieb. 1466 löste König Georg von Podiebrad das Pfand für den befreundeten Bischof Protasius ein. Ab 1495 war die Herrschaft Hukenwald an Benedikt von Boskowitz und Černa Hora verpfändet, diesem folgte um 1540 der polnische Ritter Hieronymus Sierakowsky von Perkowa. Ab 1565 war Matyáš Krpec aus Kozlovice Vogt von Bordovice. Sierakowsky erteilte am 5. September 1567 der Stadt Freiberg das Privileg zum Ausschank Freiberger Biers in mehreren Dörfern, darunter auch Bordovice. In dieser Zeit wurde bei Bordovice Eisenerz gewonnen; im Jahre 1568 kaufte Kašpar Boček den Bordovicer Eisenhammer. 1581 löste Bischof Stanislaus die Herrschaft Hukenwald wieder ein, sie verblieb danach immer im Besitz des Bistums Olmütz. Am 28. August 1584 befreite der Bischof die Dörfer Bordovice und Lichnov gegen eine Zahlung von siebeneinhalb Gulden von der Verpflichtung zur jährlichen Lieferung eines Ochsen auf die Burg Hukenwald. Zudem stellte Bischof Stanislaus Bordovice am 17. März 1587 gegen eine jährliche Zahlung von 16 Gulden vom Robot auf dem Meierhof Nesselsdorf frei. Als während des Dreißigjährigen Krieges im Jahre 1624 ein polnisches Kosakenheer in die Gegend einfiel, flohen die Bewohner wegen der Nachrichten über Gräueltaten in die Wälder. Beim Durchzug schwedischer Truppen wurde 1644 ein hoher Offizier getötet und in Bordovice begraben. In der Mitte des 17. Jahrhunderts erhielt Bordovice eine herrschaftliche Mauteinnahme. Im Jahre 1656 bestand das Dorf aus elf Bauern, sieben Gärtnern und einem Müller. Am 21. Februar 1713 befreite Fürstbischof von Schrattenbach die Bordowitzer Getreidefuhren von der Maut, wenig später wurde die Mautfreiheit auch auf die städtischen Getreidewägen aus Frankstadt ausgeweitet; dies wurde 1747 durch die böhmische Königin Maria Theresia bestätigt. Das älteste Ortssiegel stammt von 1754, die Symbolik konnte bisher nicht eindeutig geklärt werden. In den Jahren 1769 bis 1772 erfolgte die erstmalige Nummerierung der Häuser. Ab 1776 begann der Schulunterricht in Lichnau, zuvor wurden die Kinder in Frankstadt unterrichtet. 1784 stiftete der Religionsfonds in Lichnau eine Lokalie, zu der auch Bordowitz eingepfarrt wurde. In Bordowitz wurden im hölzernen Glockenturm Gottesdienste gehalten. 
Im Jahre 1835 bestand das im Prerauer Kreis gelegene Dorf Bordowitz bzw. Bordowice aus 60 Häusern, in denen 366 Personen lebten. Haupterwerbsquellen bildeten die Landwirtschaft, Holzverarbeitung und die Bienenzucht. Pfarr- und Schulort war Lichnau. Sitz des Oberamtes war Hochwald. Bis zur Mitte des 19. Jahrhunderts blieb Bordowitz der fürsterzbischöflichen Lehnsherrschaft Hochwald untertänig.
Nach der Aufhebung der Patrimonialherrschaften bildete Bordovice / Bordowitz ab 1849 eine Gemeinde im Gerichtsbezirk Frankstadt. 1864 wurde ein evangelischer Friedhof angelegt. Als sich 1866 während des Deutschen Krieges preußische Truppen nach Bordovice bewegten, floh die Bevölkerung in die Wälder. Die Preußen schleppten die Cholera ein, an der mehrere Einwohner verstarben. 1867 wurde das Dorf von einer großen Flut des Lichnovský potok heimgesucht. Im selben Jahr traten viele Einwohner zur evangelischen Konfession über. Ab 1869 gehörte Bordovice zum Bezirk Mistek. Zu dieser Zeit hatte das Dorf 397 Einwohner und bestand aus 76 Häusern. 1871 wurde eine Kommission zur Suche nach einem geeigneten Bauplatz für eine Schule gebildet, danach wurden diese Pläne wieder verworfen. Im selben Jahr setzte eine große Auswanderungswelle nach Nordamerika – insbesondere nach Texas – ein, die bis zum Beginn des 20. Jahrhunderts anhielt; unter den Auswanderern war auch František Jan Špaček (1853–1921), der Urgroßvater von Sissy Spacek. 1874 entstand die Bezirksstraße von Neutitschein über Wernsdorf nach Frankstadt, bis dahin führte nur ein Feldweg durch die von den Beskiden herabfließenden Bäche nach Frankstadt. Der Glockenturm wurde 1877 durch eine steinerne Kapelle ersetzt. 1879 wurden die Schulbaupläne wieder aufgenommen, sie blieben aber zunächst erfolglos. 1885 nahm die Gemeinde ein Angebot der Grundherrschaft Hochwald zum Bau eines hölzernen Schulhauses an, errichtet wurde die Schule in den Jahren 1888–1889. Zwischen 1886 und 1887 erfolgte der Bau der Mährisch-Schlesischem Städtebahn, der nächste Haltepunkt war in Wernsdorf. Im Jahre 1900 lebten in Bordovice 501 Personen, 1910 waren es 523. Im Jahre 1930 bestand Bordovice aus 109 Häusern und hatte 590 Einwohner. Nach dem Münchner Abkommen verblieb das lachischsprachige Dorf 1938 bei der „Resttschechei“ und gehörte zum Bezirk Friedberg; nordwestlich von Bordovice verlief die Grenze zum Deutschen Reich. 1949 wurde Bordovice dem neu gebildeten Okres Frenštát pod Radhoštěm zugeordnet, der bei der Gebietsreform von 1960 wieder aufgehoben wurde. Im Jahre 1950 hatte Bordovice 511 Einwohner. Seit 1961 gehört die Gemeinde zum Okres Nový Jičín. Am 1. April 1976 erfolgte die Eingemeindung nach Frenštát pod Radhoštěm. Zum 24. November 1990 löste sich Bordovice von Frenštát pod Radhoštěm los und bildete wieder eine eigene Gemeinde. Beim Zensus von 2001 lebten in den 169 Häusern von Bordovice 539 Personen. Seit 2003 führt die Gemeinde ein Wappen und Banner; da über die Symbolik des historischen Siegels unterschiedliche Auslegungen bestehen, wurde ein gänzlich neues Wappen geschaffen.

## Gemeindegliederung
Für die Gemeinde Bordovice sind keine Ortsteile ausgewiesen. Grundsiedlungseinheiten sind Bordovice und Paseky. Zu Bordovice gehört zudem die Einschicht U Linartů.

## Sehenswürdigkeiten
- Kapelle, erbaut 1877, sie wurde 1894 geweiht. Die ersten Gottesdienste fanden erst 1925 statt.
- Gezimmerte Chaluppe Nr. 47, errichtet in der ersten Hälfte des 19. Jahrhunderts, Kulturdenkmal[6] Das Haus ist zudem das Geburtshaus des in Lískovec erschossenen Partisanen Josef Drozd (1915–1943)

## Söhne und Töchter der Gemeinde
- Bohumír Jurek (1914–1983), Maler und Graphiker
- Jan Drozd (1914–2005), Schriftsteller und Literaturhistoriker
- Jiří Jaromír Drozd (1924–1984), Maler und Graphiker